# Crucifix de Bernardo Daddi (Bardini)
Le Crucifix de Bernardo Daddi au musée Bardini  est un crucifix peint a tempera et or sur panneau de bois, réalisé vers 1340-1345 par le Florentin Bernardo Daddi et  exposé au musée Bardini.

## Description
Le crucifix peint est conforme aux représentations monumentales du Christ en croix de l'époque post-giottesque, à savoir le Christ mort sur la croix en position dolens (souffrant) : 
- le corps tombant,
- le ventre proéminent débordant sur le haut du périzonium,
- la tête aux yeux clos penchée touchant l'épaule,
- les côtes saillantes,
- les plaies sanguinolentes,
- les pieds superposés.

Plusieurs scènes accompagnent le Christ en croix :
Les extrémités aux rectangles quadrilobés comportent plusieurs scènes de la Passion :
- Tabelloni du patibulum horizontal : à gauche, la Vierge Marie, et, à droite, saint Jean vêtu d'une cape rouge.
- Tabellone du haut : Le Pélican se sacrifiant pour ses enfants ;
- Titulus à fond rouge rouge présent affichant  DICEST IESUS NAZARENUS REX IUDAE en noir.
- Soppedaneo de forme trapézoïdale au pied de la croix en simulacre du Golgotha
- Le panneau à fond doré des flancs du Christ affiche des figures saintes (prophètes, apôtres ou docteurs de l'église)